# ハーラル1世 (デンマーク王)
ハーラル1世ゴームソン "青歯王"（デンマーク語: Harald Blåtand Gormsen、 ? – 986年?、ハラルド・ゴルムスソンとも）は、デンマークの王（在位：958年? – 985年?）。
父親はデンマーク王ゴーム、母親はテューラ・デーネボーズ。ノルウェーとデンマークを無血統合した。ザクセン公家のデンマークへの政治的侵入を受け、960年ごろに洗礼を受けてキリスト教を受け入れた。ただし、948年にはシュレースヴィヒ、リーベ、オーフスの半島3都市に既に司教が任命されていたらしい。
デンマークとノルウェーを交渉によって平和的に統一した事績にちなんで、複数の電子機器をつなぐ通信技術のBluetoothの語源となった。
世界遺産イェリング墳墓群には、ハーラルによるデンマークの統一、ノルウェーの支配、デンマークのキリスト教化という三つの功績を記したルーン石碑がある。

## ハーラルのルーン石碑と事績
| ハーラルの石碑 B面。右は彩色された"イェリングの獣"。 |  | ハーラルの石碑 B面。右は彩色された"イェリングの獣"。 |
| ハーラルの石碑 B面。右は彩色された"イェリングの獣"。 |  |                                                      |

| ハーラルの石碑 C面に彫られたキリスト像 |  | ハーラルの石碑 C面に彫られたキリスト像 |
| ハーラルの石碑 C面に彫られたキリスト像 |  |                                        |

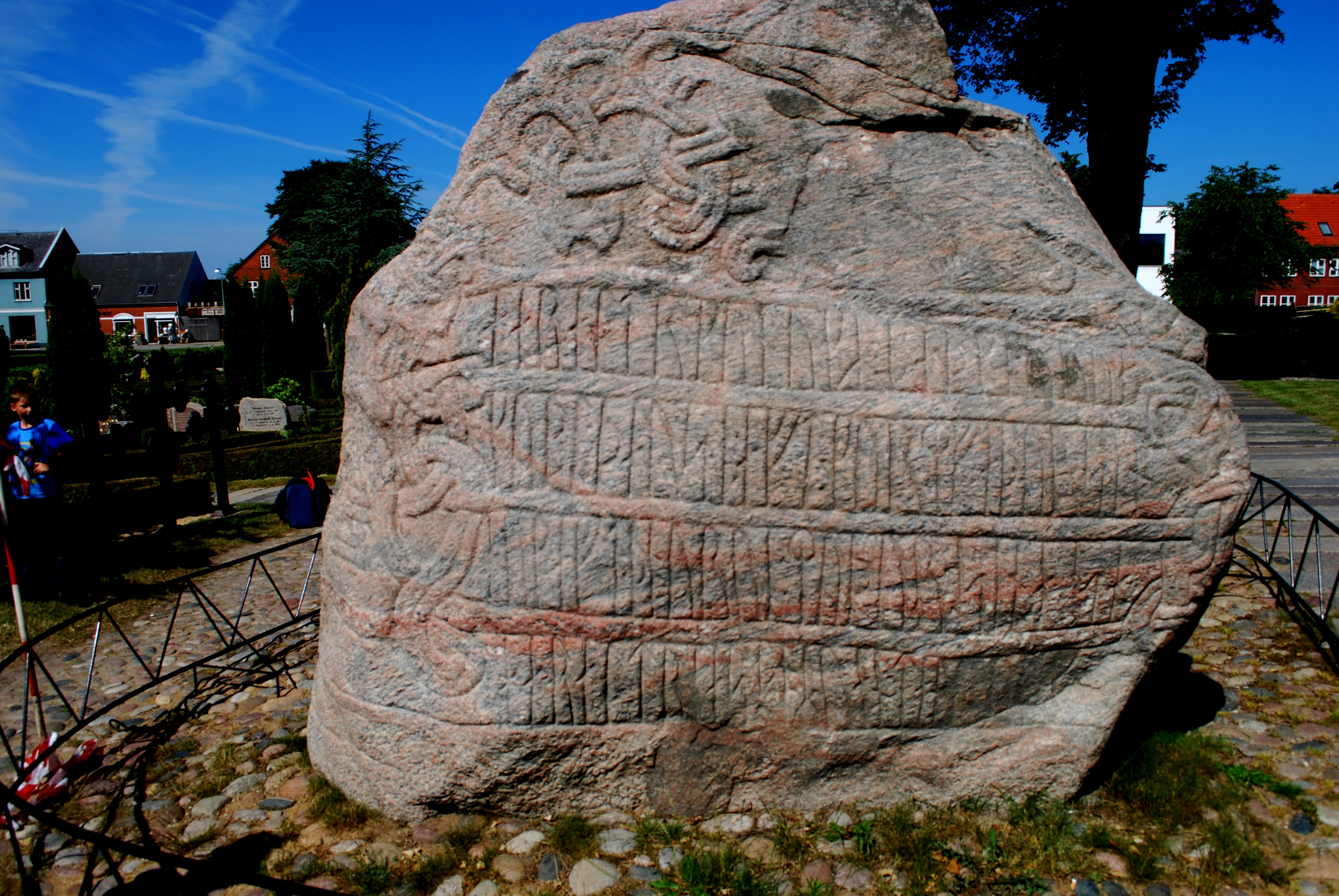
ハーラルの石碑 A面

イェリング墳墓群には、ゴーム老王が妻テューラを記念して建てた第1イェリング石碑（ゴームの石碑）とハーラルが両親のために建てた第2イェリング石碑（ハーラルの石碑）がある。ゴームの石碑は高さ139cmの直方体で目立った装飾もないが、併置されたハーラルの石碑は高さ243cmの三角錐型で、碑文に加えスカンディナビア最古のキリスト図像と"イェリングの獣"と呼ばれる獣の図像が彫られており、これらの図像は当時おそらく彩色されていた。この二つの石碑は、16世紀に土中から発見され墳丘の間に設置されたため建立当時の正確な位置は不明だが、近接した場所から発掘されており、ハーラルの石碑は、当時の人々に対しても素朴なゴーム石碑と対比させることで自身の権威を示しデンマークがキリスト教国家であることなどを確認させる機能を持たせていたものと見られる。
ルーン文字
ラテン文字転写
(A面)
haraltr : kunukR : baþ : kaurua
kubl : þausi : aft : kurm faþur sin
auk aft : þąurui : muþur : sina : sa
haraltr (:) ias : sąR * uan * tanmaurk
(B面)
ala * auk * nuruiak
(C面)
* auk * t(a)ni (* karþi *) kristną
(Jacobsen & Moltke, 1941-42, DR 42)
日本語訳
「王ハーラルは､その父ゴームと母チューラを記念してこの碑を建てるように命じた｡ これなるハーラルは､全デンマーク､そしてノルウェーを手中にし､デーン人をキリスト教徒となした。」

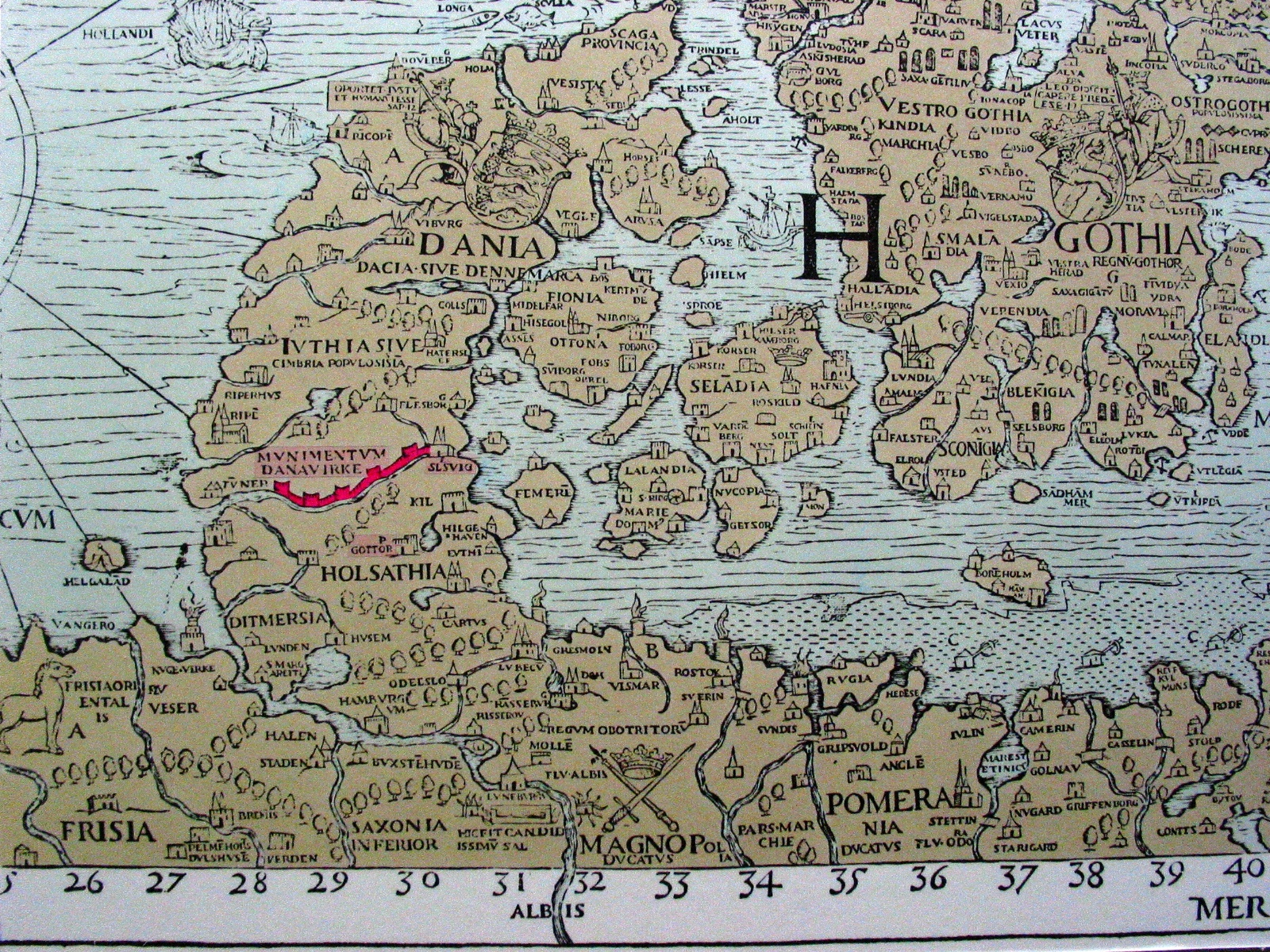
世紀北欧の古海図『カルタ・マリナ』中のダーネヴィアケ（赤線部）

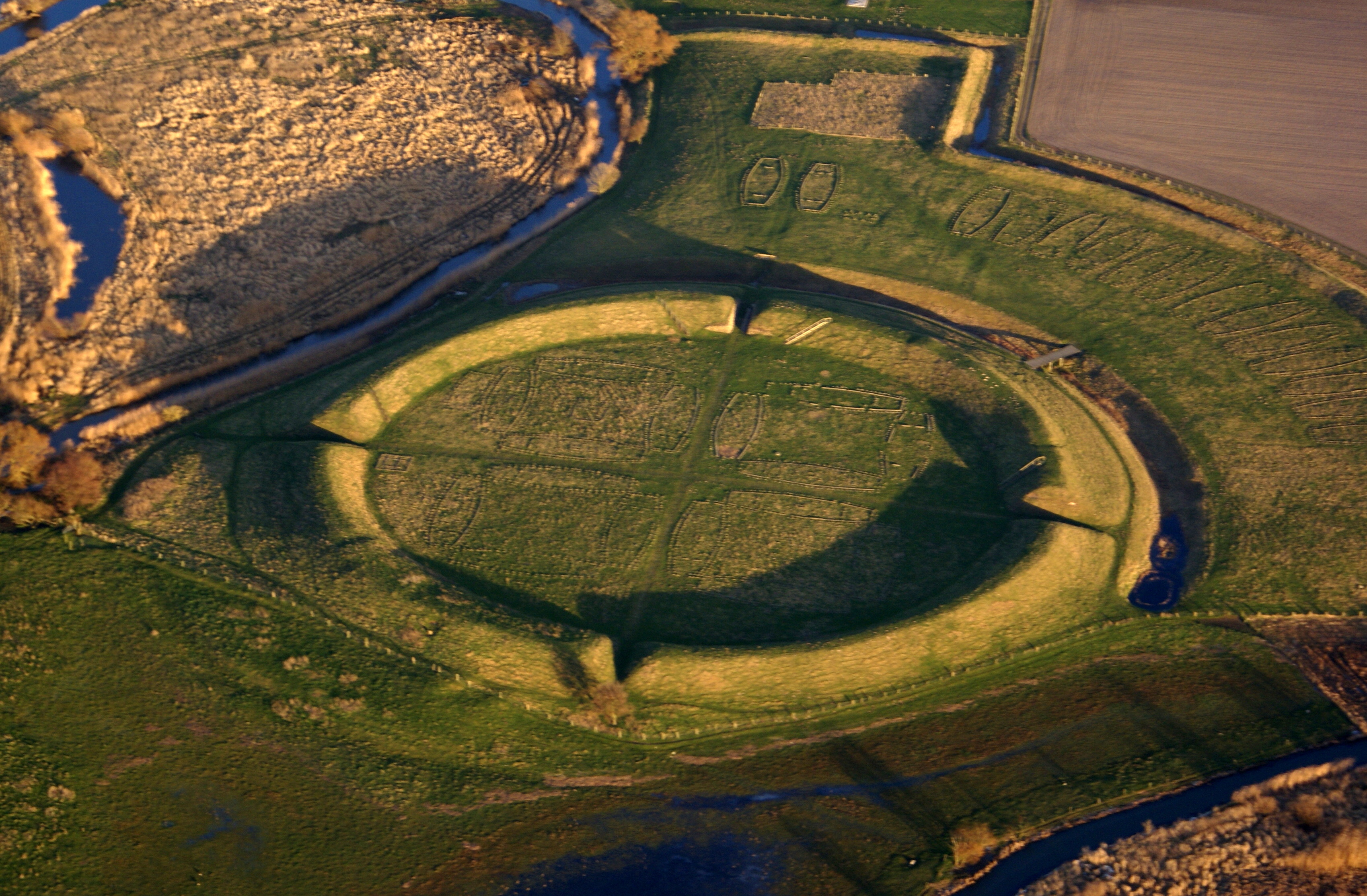
トレレボー円形要塞

ハーラルはシェラン島やスコーネ地方といった当時のデンマーク東部もその支配下におき、ノルウェー北西部の在地有力者であるラーデのヤールたちと手を結んでノルウェーにもその影響力を及ぼし、デンマークの統一、ノルウェーの支配、デンマークのキリスト教化という三つの功績をルーン石碑に刻んだ。この他、デンマーク南の境界線となるダーネヴィアケ堡塁  (Danevirke)  の補修作業、直径100 - 200mのトレレボー円形要塞  (Viking ring fortress)  や、幅5m 長さ 760mのラウニング・エンゲ橋  (Ravning Bridge)  建設などがハーラル治世に同定されており、ハーラル王権の強大さを物語っている。
晩年、息子のスヴェン（後の双髭王）が反乱を起こし、987年、スヴェンによってユムネ（Jumne）に追われ、戦いに破れて傷を負い、逃げ込んだ森で死んだ。遺体はロスキレの教会に運ばれ、キリスト教の作法で葬られた。
後にスヴェンの息子クヌートの妻エンマに捧げられた『王妃エンマ讃頌 (Encomium Emmae Reginae) 』第一書一節には、ハーラル追放とスヴェン登位の過程が次のように書かれている。
「…彼（スヴェン双髭王）は幼少の頃から深い愛情で全ての人から愛され、ただ自らの父（ハーラル青歯王）からのみ妬まれた。…父の嫉妬はますますつのり、自らの後継者として統治すべきではないと誓いをたてることで、秘密裏にではなく公然と祖国から追放しようと思うまでに至った。憂慮した軍は父を見捨て息子を支持し、熱心に防護した。その結果、戦いとなった。父は傷ついて逃亡し、スラヴ人のもとへ逃げ去ったが、いくらもたたないうちにそこで客死し、スヴェンは騒擾なく王座を手に入れた。」

## ハーラルの洗礼
あるとき、ハーラルの家来たちが集まってキリスト教の神と古来の神々とどちらが強いか話し合っていた。ほとんどの者はオーディンなど古来の神の方が強いと言ったが、その場にいたポッポ（Poppo）はキリスト教の神こそ唯一真実の神であると述べ、そのことを証明すると約束した。
翌日、ハーラルは大きな鉄の塊を火で熱し、ポッポに「それを素手で運んでおのれの神が唯一の神であることを証明せよ」と命じた。ポッポが焼けた鉄を運んだところ彼の手は無傷であった。（鉄起請、jernbyrd。神判の一種）これを見たハーラルは洗礼を受けてキリスト教徒となったという。
なお13世紀にアイスランドで書かれた『ヘイムスクリングラ』の第27章、「ハラルド・ゴルムスソン王とハーコン候の洗礼」の記述によれば、オットー皇帝との戦いに敗れリムフィヨルドに逃れたハーラルはマールスエイ島でオットー皇帝に会見することとなり、その際司祭ポッポがハーラルにキリスト教信仰を説き、燃える鉄を素手でもってその手が火傷していないことを示したため、ハーラルはその全軍とともに洗礼を受けたという。またハーラルは援軍に駆け付けたハーコン・シグルザルソンにも洗礼を受けることを強制した。

## アイスランド征伐と国章の由来

アイスランドの国章

『ヘイムスクリングラ』所収『オーラヴ・トリュッグヴァソン王のサガ』の第33章「ハラルド・ゴルムスソン」によれば、かねてより自身を嘲笑うアイスランド人の征伐を試みたハーラルは、魔法使いをアイスランドに送りその状況を報告するように命じた。鯨に姿を変えアイスランドに辿り着いた魔法使いは、東のヴァープナフィヨルドで竜に出会い、北では翼が山の両斜面につくほどの大きな鳥に、西ではおそるべき叫び声をあげる雄牛に、南では山より高い巨人たちに襲われた。これらの守護神がいるため上陸すらできなかった魔法使いは、アイスランドを去ってハーラルに状況を報告し、ハーラルはアイスランドをあきらめデンマークへと帰っていったという。
この逸話はアイスランドの国章デザインのモチーフともなっている。

## ヨムスヴァイキング・パルナトケ
ヨムスヴァイキングのパルナトケ（パルナトキ、Palnatoke）は、自分が弓の名手で遠く離れた所からも小さなリンゴを射落とせると自慢していた。それを聞いたハーラルはリンゴをパルナトケの息子の頭にのせ、このリンゴを射落としてみろとパルナトケに命じた。パルナトケは息子を落ち着かせると矢を3本手にしてリンゴを狙った。パルナトケの放った矢は見事リンゴを射抜いた。これを見届けたハーラルが「なぜ矢を3本も取ったのだ」と聞いたところ、パルナトケは「射損なったら、残りの2本の矢であなたに復讐するつもりだったからです」と答えた。
またあるとき、パルナトケが自分はハーラルよりもスキーが上手いと自慢し、ハーラルは、それではクールン岬(Kullen)を滑り降りてみろと命じた。岬は岩だらけの断崖で、パルナトケは岩にぶつかりスキーが壊れながらもなんとか生きて海辺まで降り、舟に拾われてその場を離れた。これ以降、パルナトケはハーラルに敵意を抱くようになった。

## 渾名 "青歯王" の由来
ハーラルに「青歯（デンマーク語: Blåtand、英語: Bluetooth）」と渾名した最古の記録は、1140年ごろまでの間にラテン語で書かれた年代記『ロスキレ年代記  (Chronicon Roskildense)  』である。
イングランド語で "Thegn"（古ノルド語に転訛して "tan" となった）は「首領、族長」を意味し、デンマーク語: Blå（英語: blue）は「青い」「暗い、浅黒い」を意味するため、この渾名は実際のところ「浅黒い首領」を意味するものだとする説もある。
この他、イェリング墳墓群ロイヤル・イェリング・センターのセンター長ハンス・オーレ・マティーセン (Hans Ole Mathiesen) は、当時青色は高価な色であったため、ハーラルは青色の服を着ることで王の威厳を示していたと考え、「青い衣を着ていた」のが渾名の由来と推測している。

## 子女
スウェーデン王オーロフ（エリク勝利王の弟）の娘ギュリズと結婚した。
- スヴェン1世（960年 - 1014年） - デンマーク王
- スュリ・ハラルズドッティル（タイア、チューリ） - 1.スティルビョルンと結婚、2.ヴェンドランド王ブリスラヴと結婚、3.ノルウェー王オーラヴ1世と結婚。最初の結婚により、デンマーク王スヴェン2世およびイングランド王ハロルド2世の曽祖母となった。

## ハーラル1世に由来する事物・扱った作品

### コンピュータ

Bluetooth ロゴ

- Bluetooth:ロゴはルーン文字でのイニシャル「ᚼ(=H)」「ᛒ(=B)」を組み合わせたもの。

### ゲーム
- 『Civilization 5』- デンマーク文明の指導者として登場。ただしその出で立ちと(AIとしての)性格は、どちらかといえばステレオタイプなヴァイキング(北欧海賊)をイメージしたものになっている。